# Gorgonocephalus
A Gorgonocephalus a kígyókarúak (Ophiuroidea) osztályának Euryalida rendjébe, ezen belül a Gorgonocephalidae családjába tartozó nem.

## Rendszerezés
A nembe az alábbi 10 faj tartozik:
- Gorgonocephalus arcticus Leach, 1819
- Gorgonocephalus caputmedusae (Linnaeus, 1758) - típusfaj
- Gorgonocephalus chilensis (Philippi, 1858)
- Gorgonocephalus diomedeae Lütken & Mortensen, 1899
- Gorgonocephalus dolichodactylus Döderlein, 1911
- Gorgonocephalus eucnemis (J. P. Müller & Troschel, 1842)
- Gorgonocephalus lamarckii (J. P. Müller & Troschel, 1842)
- Gorgonocephalus pustulatum (H.L. Clark, 1916)
- Gorgonocephalus sundanus Döderlein, 1927
- Gorgonocephalus tuberosus Döderlein, 1902

Korábban 30 fajt soroltak ebbe a nembe, azonban a legtöbbjüket áthelyezték más nemekbe, vagy összevonták a fenti tíz fajjal.

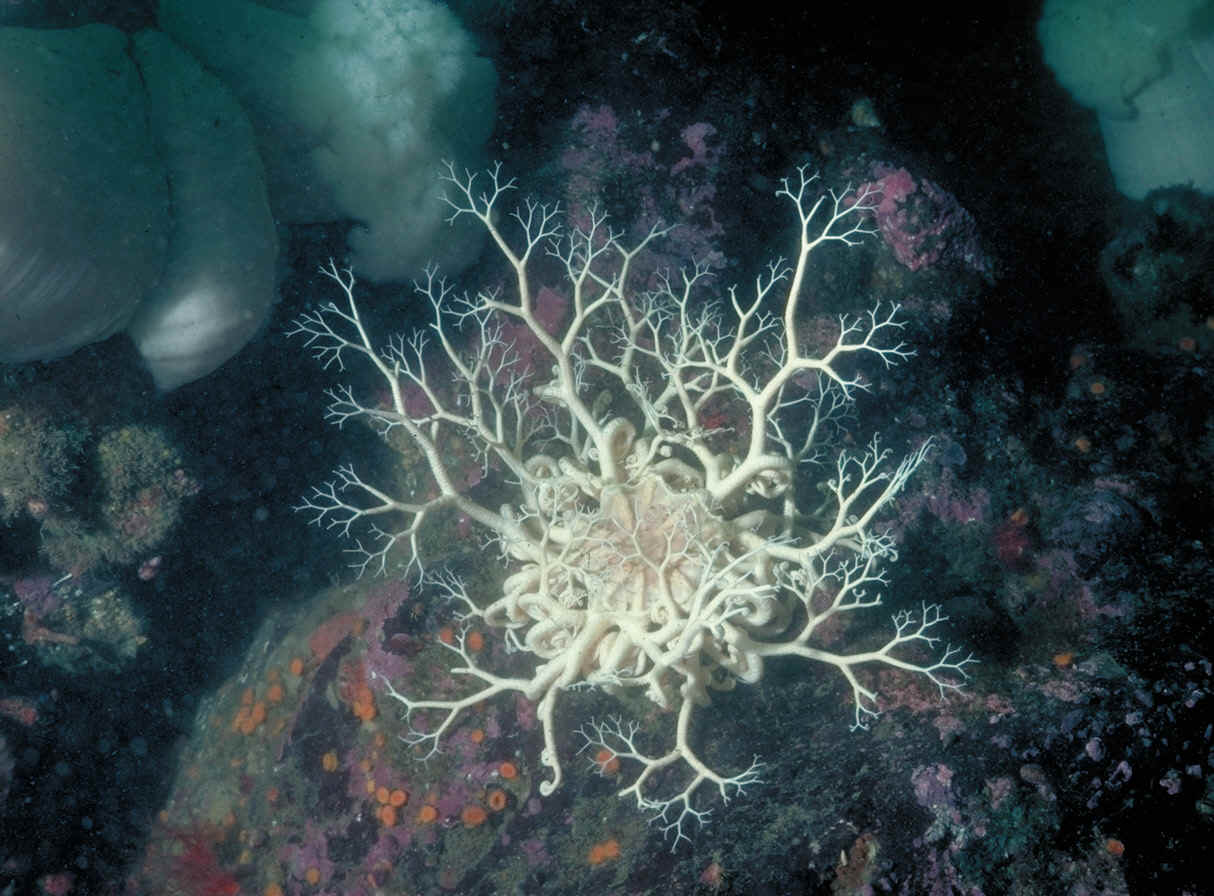
Gorgonocephalus eucnemis